# کوپن (ویرجینیای غربی)
کوپن (به انگلیسی: Copen) یک منطقهٔ مسکونی در ایالات متحده آمریکا است که در شهرستان برکستون، ویرجینیای غربی واقع شده‌است.